# Sonderverband Bergmann
Pour les articles homonymes, voir Bergmann.
Le Sonderverband Bergmann était une unité spéciale de la Wehrmacht formée le 14 octobre 1941 à Neuhammer à partir de volontaires géorgiens, nord-caucasiens, arméniens et azéris. Une partie des officiers étaient des Caucasiens émigrés en France après la guerre civile russe. Commandé par le Oberleutnant professeur Theodor Oberländer, ce groupe utilisait le nationalisme et les sentiments anti-soviétiques des Caucasiens pour recruter des soldats.
En juillet 1942, seize membres du bataillon sont jugés par le Reichskriegsgericht pour haute trahison et mutinerie, douze seront condamnée à mort et quatre acquittés. Il s'agit du seul jugement impliquant des soldats soviétiques s'étant enrôlées dans la Wehrmacht.
L’unité était initialement forte de 1200 hommes, 300 Allemands et 900 Caucasiens, et organisée en cinq compagnies (trois compagnies géorgiennes, une du Nord-Caucase, une azéri). Au cours des combats dans le nord du Caucase de nouveaux volontaires permirent de former quatre compagnies de tirailleurs et quatre compagnies de cavalerie supplémentaires. Le Sonderverband était alors fort de 2300 hommes répartis dans trois bataillons.